# Maletto
Maletto (tiếng Sicilia: Malettu) là một đô thị ở tỉnh Catania trong vùng Sicilia, có khoảng cách khoảng 140 km về phía đông của Palermo và cách khoảng 40 km về phía tây bắc của Catania. Tại thời điểm ngày 31 tháng 12 năm 2004, đô thị này có dân số 4.051 người và diện tích là 40,9 km².
Maletto giáp các đô thị: Adrano, Belpasso, Biancavilla, Bronte, Castiglione di Sicilia, Nicolosi, Randazzo, Sant'Alfio, Zafferana Etnea.